# Ryan Crocker
Ryan Crocker (Spokane (Washington), 19 juni 1949) is een Amerikaans diplomaat. Sinds juli 2011 is hij ambassadeur in Afghanistan.

## Levensloop
Crocker doorliep het University College Dublin en het Whitman College in Walla Walla waar hij in 1971 zijn bachelorgraad in Engelse literatuur behaalde.
Na een taaltraining in Perzisch ging hij in 1972 naar het consulaat van de VS in Koramsjar in Iran en daarna in 1974 naar de nieuwe Amerikaanse ambassade in Doha in Qatar.
Van 1976 tot 1978 doorliep Crocker een 20-maanden durende cursus Arabisch in Tunis. Daarna diende hij in Bagdad en vervolgens van 1981 tot 1984 in Beiroet. Het academische jaar van 1984-85 volgde hij een studie in Midden-Oostenkwesties aan de Princeton-universiteit. Van 1985 tot 1987 was hij plaatsvervangend afdelingsleider voor Israël en Arabisch-Israëlische kwesties. Aansluitend werkte hij tot de Golfoorlog  in de ambassade in Caïro.
In 1990 trad hij aan als ambassadeur in Libanon en kreeg hij de leiding over de Iraq-Kuwait Task Force. Van 1994 tot 1997 was hij ambassadeur in Koeweit en van 1998 tot 2001 in Syrië, waar zijn residentie door een woedende menigte werd geplunderd. Vervolgens was hij vanaf januari 2002 zaakgelastigde in Afghanistan, van 2004 tot 2007 ambassadeur in Pakistan, van 2007 tot 2009 in Irak.
Vervolgens trad hij voor korte duur uit de diplomatieke dienst en werd hij decaan van The Bush School of Government and Public Service aan de Texas A&M-universiteit. In juli 2011 keerde hij echter weer terug in de functie van ambassadeur in Kaboel, Afghanistan.

## Erkenning
Crocker werd in zijn leven meermaals onderscheiden, waaronder in 1994 met een President's Award for Distinguished Federal Civilian Service, in 1997 met de Department of Defense Distinguished Civilian Service Award en in 2008 met de Secretary's Distinguished Service Award van het ministerie van buitenlandse zaken. In 2009 werd hij onderscheiden met de Presidential Medal of Freedom, een van de twee hoogste burgerlijke onderscheidingen in de VS.